# Kakums nationalpark
Kakums nationalpark är en 375 km² stor nationalpark i Central Region, Ghana. Parken instiftades 1960 och ligger 30 km norr om Cape Coast och Elmina nära byn Abrafo. Hela området utgörs av tropisk regnskog.
I parken har viltvårdarna speciellt utbildats kring det lokala lövverkets medicinska och kulturella betydelse. Kakums nationalpark har sällsynta djur såsom den hotade Monasurikaten, men också pygméelefanter, afrikansk buffel (underarten S. c. nanus), sibetkatt, en mängd olika fågelarter och över 500 fjärilsarter.
Nationalparken har en lång serie hängbroar i höjd med trädtopparna kallad "Canopy Walkway."  På 40 meters höjd, kan besökare nå djur och växter från en punkt som annars skulle vara omöjlig att nå. Canopy Walkway passerar över 7 broar och har en längd på 330 meter. Den är säkrad genom en serie nät och vajrar. Canopy Walkway byggdes av två kanadensare från staden Vancouver. En plattforn som kommer låta besökare klättra bland trädtopparna utan att behöva ge sig ut på hängbroarna håller för närvarande på att byggas. 
Parken ligger 30 km norr om Cape Coast och nås lätt med taxi från stadens centrum och genom organiserade bussturer. Välkomstcentret i parken har en restaurang, en regnskogsstuga, ett picknickområde, ett campingområde och ett viltutbildningscenter.